# مسجد البيومي
مسجد البيومي نسبة إلى الإمام على بن حجازي ابن محمد البيومي الشافعي الخلوتي الأحمدى، واحد من مساجد مصر ويقع في محافظة القاهرة.

## تاريخ إنشائة
في فترة ولاية مصطفى باشا على مصر من قبل الدولة العثمانية آعتقد في الشيخ علي البيومي وتنبأ له بأنه سيكون صدرا عظيم فلما تحققت نبؤته أمر عثمان أغا ولى مصر ببناء مسجد للشيخ علي البيومي.

## الموقع
يقع المسجد في منطقة الحسينية في شارع البيومي وله واجه مطله على شارع السبع و الضبع.

## التصميم
المسجد له واجهتان، الواجهة الشرقية المطلة على شارع البيومي وبها الباب و أيضا حوض لشرب الحيوانات و الواجهة الأخرى مطلة على شارع السبع و الضبع وبها المنارة والقبة والباب.